# Lesquerde
Lesquerde en francés y oficialmente, L'Esquerda en occitano, es una  localidad y comuna francesa, situada en el departamento de Pirineos Orientales, región de Languedoc-Rosellón e histórica de Fenolleda.
Sus habitantes reciben el gentilicio de lesquerdois en francés.

## Geografía

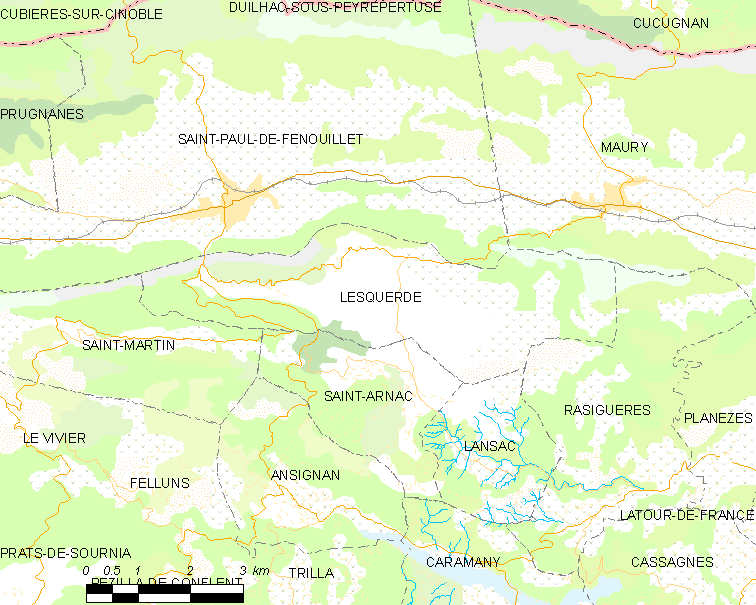
Situación de Lesquerde

## Demografía
| 202 | 211 | 172 | 149 | 124 | 133 |
| Para los censos de 1962 a 1999 la población legal corresponde a la población sin duplicidades (Fuente: INSEE [Consultar]) |     |     |     |     |     |